# Харківський фізико-технічний інститут
Національний науковий центр «Харківський фізико-технічний інститут» (ННЦ ХФТІ) — національний науковий центр досліджень у галузі фізичних наук. Є одним з найбільших та найстаріших в Україні. Розташований на північ від Харкова у П'ятихатках.
Створений у 1928 році як Український фізико-технічний інститут. В Інституті вперше в СРСР у 1932 році було здійснено розщеплення ядра атома літію, одержано рідкі водень і гелій, збудовано перший трикоординатний радіолокатор.
У ННЦ ХФТІ працювали багато відомих фізиків таких, як Лев Ландау, Ігор Курчатов, Кирило Синельников, Лев Шубников, Євген Ліфшиць, Борис Лазарєв, Дмитро Іваненко, Олександр Ахієзер та ін.
ННЦ ХФТІ 6 березня 2022 року обстріляли російські війська з реактивних систем залпового вогню «Град». Слідчі СБУ під процесуальним керівництвом обласної прокуратури відкрили кримінальне провадження за статтею екоцид (ст. 441 Кримінального кодексу України) (див. Російське вторгнення 2022).

## Історія
З ініціативи академіка Абрама Йоффе у 1928 році у Харкові було засновано Український фізико-технічний інститут (УФТІ). Першочергові завдання, поставлені перед УФТІ, полягали у проведенні досліджень у ядерній фізиці та фізиці твердого тіла.
Протягом 1930-х років інститут досяг значних успіхів. 10 жовтня 1932 року в інституті вперше в СРСР розщепили ядро атома. Розщеплення ядра атома літію провели Антон Вальтер, Георгій Латишев, Олександр Лейпунський та Кирило Синельников. Надалі в УФТІ отримали рідкий водень і рідкий гелій, побудували першу установку радіолокації, інститут також є першопрохідником радянської високовакуумної техніки, що розвинулася в промислову вакуумну металургію.
Першим директором УФТІ у 1929 році був призначений Іван Обреїмов, один із засновників інституту, майбутній академік АН СРСР (1958 рік).

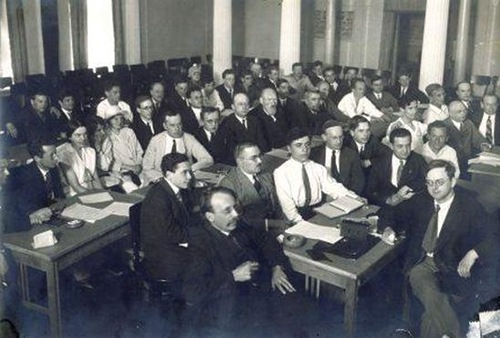
Перша всесоюзна конференція з теоретичної фізики. Харків, 1929. На передньому плані - директор УФТІ І. В. Обреїмов, у першому ряду сидить (третій зліва) В. А. Амбарцумян

1 грудня 1934 директором УФТІ був призначений нікому раніше не відомий Семен Абрамович Давидович. На час свого призначення директором УФТІ він не тільки не мав жодних наукових ступенів, а й не опублікував жодної наукової статті.
29 листопада 1935 року наказом наркома важкої промисловості Серго Орджонікідзе директором УФТІ було призначено Олександра Лейпунського, «другого директора» УФТІ замість звільненого Давидовича.
На початку 1935 року Радою Праці та Оборони Народного комісаріату важкої промисловості інституту вперше було доручено технічні розробки військового характеру: потужні генератори коротких хвиль, кисневий прилад для висотних польотів, авіаційний двигун, що працює на рідкому водні та ін.
В інституті в 1935 році пройшла виїзна сесія Академії наук СРСР, де академіком Сергієм Вавіловим було висловлено думку про те, що вчені інституту роблять понад чверть усієї фізики в СРСР.
З 1932 до 1937 року в інституті працював Лев Ландау. Тут у ці роки оформилася його наукова школа фізиків-теоретиків і було розпочато роботу над «Курсом теоретичної фізики».
28 квітня 1938 року в Москві Ландау було заарештовано. Звинувачення на його адресу стосувалися роботи в УФТІ. Майбутній нобелівський лауреат провів у в'язниці рівно рік і був звільнений завдяки клопотанням видатних фізиків — Нільса Бора та Петра Капиці — 28 квітня 1939 року.
14 червня 1938 року в Харкові було заарештовано другого директора УФТІ О. Лейпунського, але 7 серпня того ж року звільнено.
22 липня 1938 року було заарештовано першого директора УФТІ І. Обреїмова. 19 листопада 1940 року постановою ВЗГ при НКВС СРСР «за антирадянські висловлювання» засуджено до 8 років ВТТ. За клопотанням академіків С. Вавілова, А. Іоффе, В. Л. Комарова та інших він був звільнений 21 травня 1941 року. В евакуації працював в Інституті фізичної хімії АН УРСР та ДОІ, з 1944 року в Інституті органічної хімії АН СРСР.
У 1937-38 роках під час «Великого терору» 11 співробітників інституту було заарештовано та 5 з них розстріляно (справа УФТІ).
У 1940 році співробітники УФТІ Фрідріх Ланге, Володимир Шпінель і Віктор Маслов подали заявки на винахід ядерної бомби, а також методів напрацювання урану-235: «Про використання урану як вибухової та отруйної речовини», «Спосіб приготування уранової суміші, збагаченої ураном з масовим 235. Багатомірна центрифуга» та «Термоциркуляційна центрифуга». Вперше було запропоновано схему вибуху, що згодом стала прийнятою, з використанням звичайної вибухівки для створення критичної маси з подальшим ініціюванням ланцюгової реакції. Також у промисловості почав застосовуватися відцентровий спосіб поділу ізотопів урану.
Відразу після Другої світової війни у рамках інституту було організовано лабораторію № 1 АН СРСР.
1948 року в Харківському державному університеті було створено ядерне відділення, пізніше перетворене на фізико-технічний факультет ХДУ. Одним із найважливіших факторів, що визначили вибір Харкова як місця підготовки фізиків-ядерників для радянського ядерного проєкту, стала близькість ХФТІ. У 1969 році фізико-технічний факультет переїхав до нового корпусу в П'ятихатках, щоб бути ще ближчим до ХФТІ. В даний час між фізтехом і ХФТІ продовжує зберігатися дуже тісний зв'язок: багато співробітників ХФТІ викладають на фізтеху, студенти фізтеху проходять практику в ХФТІ, ХФТІ залишається одним з основних місць працевлаштування випускників фізтеху, а фізтех - одним з основних постачальників кадрів для ХФТІ.
У другій половині XX століття інститут активно займається ядерною енергетикою СРСР, впроваджує у промисловість нові технології та обладнання. ХФТІ займався створенням технологій нанесення жароміцних та надтвердих покриттів, що функціонують в агресивних середовищах, технологій виробництва тепловиділяючих елементів для ядерних реакторів та технологій виробництва високотемпературних нагрівачів. Інститут запровадив вакуумні вальцювальні стани, а також технологію гарячого вальцювання багатошарових матеріалів у вакуумі, створив малогабаритні прискорювачі заряджених частинок. Розробляв технології отримання високочистих матеріалів та сплавів, надпровідників, композиційних вуглець-вуглецевих матеріалів та багато іншого.
Поступово з урахуванням інституту було створено низку великих наукових установ: Фізико-технічний інститут низьких температур їм. Б. І. Вєркіна Національної академії наук України, Інститут радіофізики та електроніки ім. О. Я. Усикова НАНУ (спочатку Інститут радіо-електроніки) та інші. У Харківському політехнічному інституті, з ініціативи ХФТІ, було створено перший в Україні фізико-механічний факультет. Також у Харківському державному університеті було створено фізико-технічний факультет.

### Після відновлення незалежності
1993 року за указом Президента України інституту надали статус Національного наукового центру (ННЦ ХФТІ). То був перший ННЦ в Україні. При цьому були утворені інститути на основі низки наукових відділень:
- Інститут фізики плазми,
- Інститут фізики твердого тіла, матеріалознавства та технологій[2],
- Інститут плазмової електроніки та нових методів прискорення[2],
- Інститут теоретичної фізики[2],
- Інститут фізики високих енергій та ядерної фізики[2].

З 1999 року інститут розпочав випускати журнал «Питання атомної науки і техніки» (ВАНТ), що рецензується. Журнал виходить 6 разів на рік, кожен випуск присвячений одній із 5 тем: фізика радіаційних пошкоджень та радіаційне матеріалознавство, ядерно-фізичні дослідження, фізика плазми; вакуум, чисті матеріали та надпровідники; плазмова електроніка та нові методи прискорення.
У 2004 році під час створення Відділення ядерної фізики та енергетики Національної академії наук України ННЦ «Харківський фізико-технічний інститут» увійшов до його складу. Також ХФТІ став головною організацією для виконання Державної програми досліджень з ядерних та радіаційних технологій.
У національному науковому центрі функціонують різноманітні експериментальні настанови. Є сімейство термоядерних установок «Ураган», електронні та іонні прискорювачі, зокрема найбільший на території колишнього СРСР лінійний прискорювач електронів. Також функціонує велике дослідно-експериментальне виробництво.
2009 року німецький Юліхський дослідницький центр подарував інституту прискорювач легких іонів CV-28. Циклотрон буде використовуватися для наукових досліджень у матеріалознавстві. Цього ж року у ХФТІ вперше у світі було сфотографовано внутрішню структуру атомів. Були отримані фотографії електронних хмар атома вуглецю.
Як ядерний об'єкт ННЦ ХФТІ перебуває під гарантіями МАГАТЕ.
У квітні 2010 року на міжнародному форумі з ядерної безпеки було озвучено рішення позбутися запасів високозбагаченого урану, що зберігаються в Україні. Одним із місць зберігання урану був ННЦ ХФТІ. У грудні 2010 року весь високозбагачений уран був вивезений до Росії, де буде проведена його переробка. В обмін на це Україна, за рахунок фінансування від США, має отримати низькозбагачений уран для дослідницьких установок, а також планується за $25 млн здійснити будівництво заводу з виробництва ізотопів з медичною метою.
У ході російсько-української війни ННЦ ХФТІ неодноразово обстрілювався російською артилерією, у тому числі з реактивних систем залпового вогню.
Генеральний директор ННЦ «Харківський фізико-технічний інститут» академік Микола Шульга та директор Інституту проблем безпеки АЕС академік Анатолій Носовський заявили, що все, що повідомляють ЗМІ РФ про нібито наявну ядерну програму України, не відповідає дійсності і є одним із численних фейків, «наявністю ядерної програми в Україні» Росія намагається виправдати напад та захоплення атомних електростанцій.

## Основні напрямки діяльності
- фізика радіаційних явищ, іонно-променевих технологій і атомне матеріалознавство;
- фізика плазми і керований термоядерний синтез;
- фізика високих енергій, ядерна фізика і фізика прискорювачів заряджених частинок;
- плазмова електроніка і нові методи прискорення

### Міжнародна співпраця
Ці дослідження проводяться у співпраці з численними лабораторіями по всьому світу та міжнародними організаціями (AIAA, CERN, Джефферсонівська лабораторія, Об'єднаний інститут ядерних досліджень).
ХФТІ брав участь у створенні Великого адронного колайдера.
У 80-х роках XX століття ХФТІ брав участь у створенні Центру ядерних досліджень (NRC) у Таджурі, Лівія (нині REWDRC).

## Структура
У складі наукового центру знаходяться:
- Інститут фізики твердого тіла, матеріалознавства і технологій,
- Інститут фізики плазми, Інститут фізики високих енергій і ядерної фізики,
- Інститут плазмової електроніки і нових методів прискорювання,
- Інститут теоретичної фізики імені О. І. Ахієзера — директор Шульга Микола Федорович.

## Найвідоміші установки
У ННЦ ХФТІ знаходяться:
- найпотужніший у СНД лінійний прискорювач електронів;
- стеларатори-торсатрони Ураган-2М та Ураган-3М;
- ядерна підкритична установка "Джерело нейтронів".